# Стед, Уильям Томас
Уильям Томас Стед (англ. William Thomas Stead; 5 июля 1849, Эмблтон, Нортамберленд, Великобритания — 15 апреля 1912, «Титаник», Северная Атлантика) — британский журналист, публицист, общественный деятель и эсперантист.
Первым начал борьбу против детской проституции, пропагандировал принцип «Мир через Арбитраж», был вероятным претендентом на Нобелевскую премию мира 1912 года, а также одним из пионеров журналистских расследований. Погиб во время крушения лайнера «Титаник» в апреле 1912 года.

## Детство и ранняя карьера
Стед родился в Эмблтоне, Нортумберленд, Великобритания, в семье конгрегационалистского священника. Посещал школу Силкотс, Вейкфилд до 1864 года, но затем был отдан учеником в торговый офис в Ньюкасл-апон-Тайне. Стед стремился в журналистику и в 1871 году стал редактором газеты «Северное эхо Дарлингтона». В 1880 году он отправился в Лондон, чтобы стать помощником редактора газеты «Pall Mall Gazette», под началом Джона Морли. Когда Морли был избран в парламент, Стед стал редактором (1883—1889).
Впервые ввёл в журналистику жанр интервью, взяв его у генерала Гордона в 1884 году. Стед отличался энергичной работой с общественностью и блестящим представлением новостей. Также его авторству приписывают современную журналистскую технику создавать новостные события, а не просто информировать о них, как это демонстрирует случай Элизы Армстронг.

### Случай Элизы Армстронг
В 1885 году Стед вступил в «крестовый поход» против детской проституции, издавая ряд статей под названием «Жертвоприношение девы в современном Вавилоне» (The Maiden Tribute of Modern Babylon). Чтобы продемонстрировать правду своих открытий, он устроил «покупку» 13-летней дочери трубочиста, Элизы Армстронг.
Несмотря на демонстрацию, Стеда осудили на три месяца в тюрьме на том основании, что он не смог с первого раза получить разрешение отца на «покупку».

## Дальнейшая карьера
В 1886 году Стед начал кампанию против сэра Чарльза Дилка, 2-го баронета, по его номинальной реабилитации в скандале Кроуфорда. Кампания, в конечном счёте, способствовала дезинформированной попытке Дилка очистить репутацию и в последующем его разрушении.
После ухода из «Пэлл-Мэлл» Стед основал ежемесячный «Обзор обзоров» (1890), и его богатая энергия и лёгкое перо нашли применение в области продвинутого в журналистике гуманитарного типа.
Он начал дешёвую перепечатку («Пенсовые поэты», «Классика прозы» и т. д.), провёл спиритуалистический орган, названный «Пограничной областью» (1893—1897), в котором он дал полный простор своему интересу к психическому исследованию; и стал сторонником движения за мир и многих других движений, популярных и непопулярных.
Со всей его непопулярностью и всеми подозрениями насчёт методов, его сильным характером, Стед так и остался в общественной и частной жизни. Во время Англо-бурской войны Стед критиковал правительство за насилие. Также Стед выпустил ряд популярных публикаций: «Правда о России» (1888), «Христос пришёл в Чикаго!» (1894) и «От госпожи Бут» (1900). Был частым посетителем великосветского салона, который содержала в Лондоне О. А. Новикова, позднее он напишет о ней труд под заглавием «Депутат от России. Воспоминания и переписка Ольги Алексеевны Новиковой».
Стед был пацифистом и борцом за мир, одобрявшим «Соединённые Штаты Европы» и «Высший суд справедливости между народами», но всё же предпочитавшим использование силы в защиту закона.

## Спиритизм
Стед утверждал, что получил сообщение из мира духа посредством автоматического письма. Контактирующим духом, как предполагалось, была покойная Джулия Эймс, американский умеренный реформатор и журналист, которую он встретил незадолго до её смерти в 1890 году. В 1909 году Стед основал «Офис Джулии», где желающие могли получить информацию из мира духов от группы медиумов. После смерти Стеда в 1912 году группа последователей основала спиритуалистическую организацию в Чикаго, Иллинойс, названную Мемориальным центром Уильяма Стеда.

## На борту «Титаника»
Стед сел на борт «Титаника», в качестве пассажира 1 класса, для визита в США, чтобы принять участие в мирном конгрессе в Карнеги-холл по просьбе президента Уильяма Говарда Тафта. После столкновения корабля с айсбергом он помогал сажать женщин и детей в спасательные шлюпки. В конце концов, Стед ушёл в курительную комнату, где его в последний раз видели читающим книгу в кресле. Если принять это за факт, то он, очевидно, погиб, провалившись в разлом, образовавшийся между третьей и четвёртой трубой (именно там располагался курительный салон). Его тело так и не нашли.